# Ante Paradžik
Ante Paradžik (Ljubuški, 10. veljače 1943. – Zagreb, 21. rujna 1991.), bio je hrvatski političar, dopredsjednik HSP-a, jedan od osnivača i načelnik Ratnog stožera Hrvatskih obrambenih snaga, stranačke vojske HSP-a. Kao student bio je sudionik Hrvatskog proljeća 1971. godine.

## Mladost
Ante Paradžik rođen je u Ljubuškom od oca Blaža i majke Milice. Otac mu je bio vojnik Hrvatskih oružanih snaga te je nestao 1945. godine kod Bleiburga. Ante Paradžik osnovnu i srednju školu završio je u rodnom Ljubuškom, a Pravni fakultet u Zagrebu, gdje je apsolvirao na trećem stupnju iz područja obiteljskog prava.

## Antikomunistička djelatnost
Paradžik je bio sudionik Hrvatskog proljeća 1971. godine kao predsjednik Saveza studenata Hrvatske (SSH). Istaknuo se u vrijeme studentskih demonstracija krajem 1971. godine. U svojim javnim istupima izražavao je ciljeve studenata: konstituiranje Hrvatske kao suverene države Hrvata, pružanje podrške Savezu komunista Hrvatske, uklanjanje protivnika reformi i bržu promjenu deviznog sustava u korist Hrvatske. Paradžik je posebno isticao potrebu za sve većom samostalnošću Hrvatske. Na uvodnom izlaganju pred zborom hrvatskih sveučilištaraca izražava njihovo zanimanje za jasnim definiranjem hrvatske državnosti i pune ravnopravnosti svih državljana koji žive u SR Hrvatskoj. Istaknuo je kako su Hrvati kroz narodnooslobodilačku borbu i revoluciju ostvarili svoju nacionalnu državu te da je, polazeći od prava na samoopredjeljenje do otcjepljenja udružio s ostalim narodima SFR Jugoslavije. Kritizirao je i nove amandmane na Ustav SFRJ koji su bili nejasni i podložni različitom tumačenju, te predlaže da se prihvate studentski prijedlozi oko sadržaja amandmana. Nadalje, tražio je oštrije djelovanje kako bi se pomaklo pitanje deviznog i bankarskog sustava, razbijanje centralističkog gospodarskog sustava te sudjelovanje radnika u inozemstvu u formuliranju ustava. Za seljake je tražio veći zemljišni maksimum, komasaciju i povoljno kreditiranje.
Nakon sloma Hrvatskog proljeća započele su čistke diljem Hrvatske. Veliki broj osoba bio je obuhvaćen podnošenjem ostavki i uhićenjima zbog teških kaznenih djela protiv naroda i države, kontrarevolucionarnog djelovanja, nacionalizma te rušenja države i društvenog uređenja. Vođe studentskih demonstracija su uhićeni i osuđeni na zatvorske kazne: Dražen Budiša na četiri, Ivan Zvonimir Čičak i Paradžik na tri, a Goran Dodig na godinu dana strogog zatvora.
1975. godine ponovno je uhićen pod optužbom za razna krivična djela. Četiri mjeseca je u zatvoru mučen da bi bio pušten kao nevin. 1976. godine uhićen je i osuđen na dva mjeseca zatvora zato što je na pozivnicama na svoje vjenčanje stavio hrvatsku trobojnicu bez komunističke crvene zvijezde. U braku sa suprugom Jozefinom je dobio troje djece, Mislava, Veroniku i Katarinu.
Zbog kritiziranja komunizma i jugoslavenske države, te zagovaranja demokracije i poštovanja ljudskih prava, još je nekoliko puta bio hapšen. Kazne je odsluživao u Zagrebu i Lepoglavi. Putovnica mu je bila oduzeta te vraćena tek 1990. godine, nakon 19 godina.

## Politička djelatnost
Popuštanjem jednostranačkog komunističkog sustava u Jugoslaviji, u Hrvatskoj se počinju osnivati političke stranke. Ante Paradžik se odmah uključio u politički život. Sudjelovao je u osnivanju Hrvatske demokratske zajednice, te je napisao i statut stranke. U HDZ-u se nalazio u krugu ljudi koji su podržavali Marka Veselicu za predsjednika. Zbog neslaganja oko programa i rada stranke, te nakon što je Tuđman postao predsjednik HDZ-a na sumnjiv način, on i još sedam utemeljitelja, među kojima su bili i Marko i Vladimir Veselica, istupilo je iz HDZ-a i osnovalo novu stranku, Hrvatsku demokratsku stranku. Pored toga, Paradžik je sudjelovao u utemeljenju Hrvatskog društva političkih zatvorenika u kojem je bio glavni tajnik. Komentirajući razloge razilaženja s HDZ-om, Paradžik je naveo kako je u toj stranci bilo dosta onih koji su prije bili protiv samostalne Hrvatske i koji su ga progonili za vrijeme komunizma. "U HDZ su mnogi ušli radi karijerizma, položaja, radi lakšeg života i probitaka. Neki su još jučer bacili crvenu knjižicu, a već danas postali vatrene pristalice HDZ-a. Da je barem zadržana jedna selekcija, kao npr. da nitko ne može biti član jedne takve stranke (HDZ-a, op. a.) koji nije na vrijeme vratio crvenu knjižicu ili da mogu biti svi oni koji zadnjih pet godina nisu bili u Partiji. To bih pozdravio"
No i tamo, u HDS-u je ubrzo došlo do neslaganja jer vodstvo stranke nije kao cilj istaklo nezavisnost Hrvatske. HDS je u to vrijeme, kao i HDZ, u programskim načelima zastupao stajalište da Hrvatska svoje pitanje treba rješavati u okviru preustroja SFRJ u konfederaciju, odnosno zajednicu nezavisnih država.
Tako su Ante Paradžik, Krešimir Pavelić, i još neki članovi HDS-a istupili su iz stranke. Odbor za obnavljanje HSP-a činili su Dobroslav Paraga, koji je tada boravio u SAD-u, Paradžik i Krešimir Pavelić te je 25. veljače 1990. godine utemeljena nova stranka, Hrvatska stranka prava, kao nastavak Stranke prava dr. Ante Starčevića. Za predsjednika stranke izabran je Dobroslav Paraga, a za dopredsjednika izabran je Paradžik. Početkom Domovinskog rata 1991. godine vodstvo HSP-a utemeljilo je oružane jedinice za obranu Hrvatske, Hrvatske obrambene snage. Paradžik je postao prvi načelnik Ratnog stožera HOS-a.
Trijumvirat Paraga-Paradžik-Pavelić počeo se obračunavati s neistomišljenicima u stranci. Počinju kršiti stranačke statute i zakonske propise u svrhu podvrgavanja stranke njihovom vodstvu. S delegacijama ogranaka stranke postupa se neodgovorno pa i bahato, Krešimir Pavelić ih verbalno napada, a prednjači Paradžik. Paradžik, potpredsjednik HSP-a, na jednom je sastanku čak izjavio: "Ono što nas desetak napravi, pisat će se, a što god napravi vas sedamdeset, ne će se kontati...". Unatoč tome, članstvo stranke raste nevjerojatnom brzinom - broj od 18.000 članova koliko je stranka otprilike imala krajem 1990. godine narastao je na više od 100.000 do jeseni 1991. godine, a na okupljanja i prosvjede stranke dolazile su tisuće ljudi.
Paradžik je kritizirao tadašnju hrvatsku vlast na čelu s Franjom Tuđmanom, smatrajući da ne čini dovoljno na obrani Hrvatske. 21. rujna 1991. godine, na povratku sa stranačkog skupa HSP-a u Križevcima, Paradžik je ubijen u pucnjavi hrvatskih policajaca. Policajci su se poslije pravdali time kako su dobili anonimnu dojavu da su u automobilu "martićevci". Ubojice su osuđeni na zatvorsku kaznu ali su ubrzo bili amnestirani od hrvatskoga predsjednika dra Franje Tuđmana.

## Osobni život
Ante Paradžik i supruga Jozefina (Josipa) imali su troje djece: sina Mislava (preminuo 2014.) te kćeri Veroniku i Katarinu.

## Spomen i odlikovanje
- U čast Anti Paradžiku, dvije postrojbe HOS-a dobile su njegovo ime, II. bojna "Ante Paradžik" i 1. satnija "Ante Paradžik".
- 1995. godine posmrtno je odlikovan redom Stjepana Radića.[10]

## Vanjske poveznice
- Ljudi koje je 90-ih trebalo ukloniti Arhivirana inačica izvorne stranice od 15. kolovoza 2012. (Wayback Machine)
- Članak Nacionala o političkim ubojstvima u Hrvatskoj  Arhivirana inačica izvorne stranice od 27. studenoga 2011. (Wayback Machine)
- Hrvatski mediji o ubojicama Ante Paradžika
- Hrvatsko pravo o ubojici Ante Paradžika
- VIDEO - Ante Paradžik na Prvom općem Saboru HSP-a 25.2.1991.